# Mercedes-Benz V167

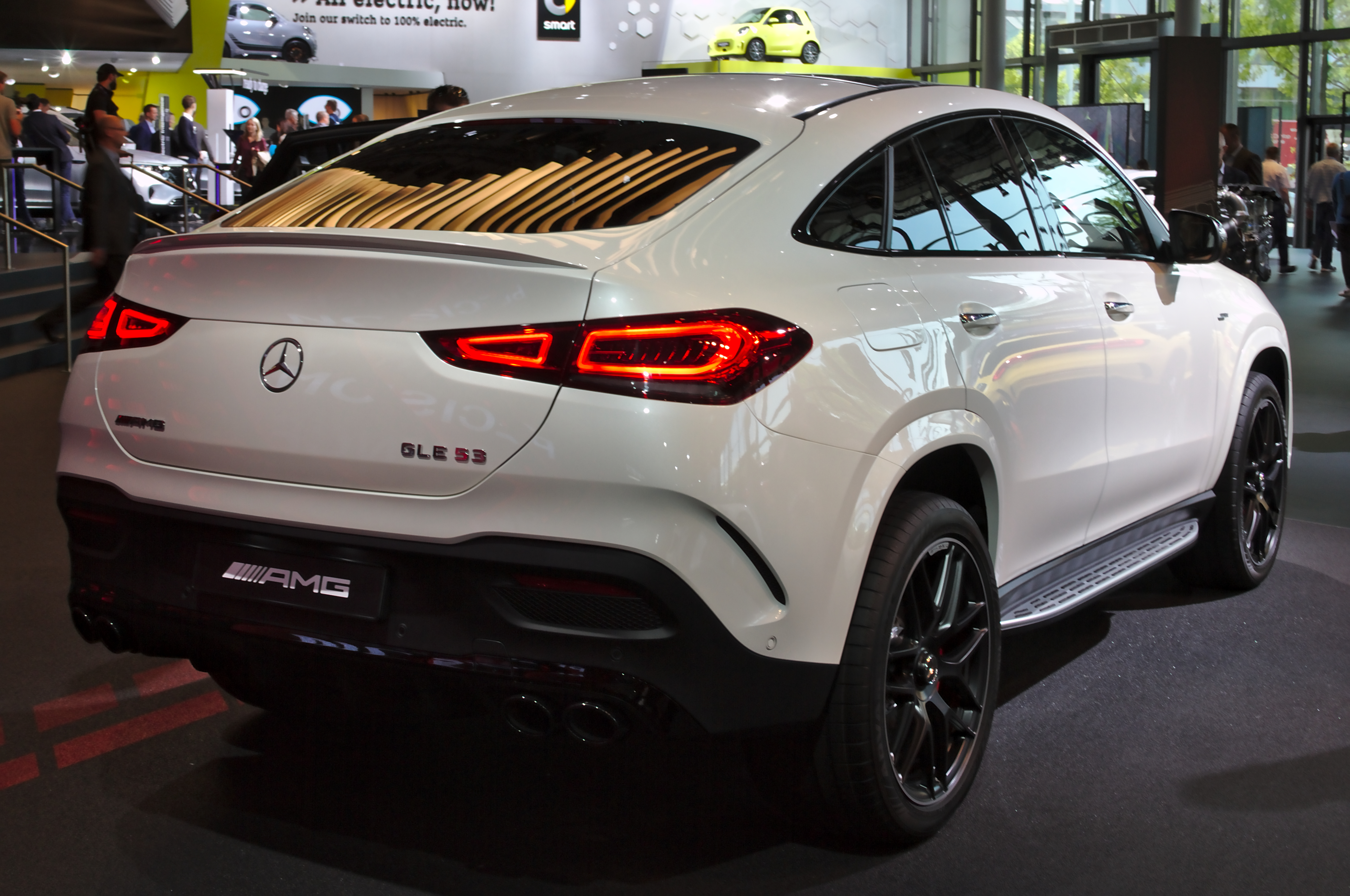
Mercedes-AMG GLE Coupé

Mercedes-Benz V167 (eller Mercedes-Benz GLE-klass) är en SUV som den tyska biltillverkaren Mercedes-Benz introducerade på bilutställningen i Paris i oktober 2018.
Versioner:
| Modell      | Årsmodell | Motor                      | Cylindervolym | Effekt     | Bränsle                            |
| ----------- | --------- | -------------------------- | ------------- | ---------- | ---------------------------------- |
| GLE300 d    | 2019-21   | OM654: 4-cyl radmotor DOHC | 1950 cm³      | 245 hk     | Common rail turbodiesel            |
| GLE350 de   | 2020-     | OM654: 4-cyl radmotor DOHC | 1950 cm³      | 306-333 hk | Common rail turbodiesel + elmotor  |
| GLE350 d    | 2019-21   | OM656: 6-cyl radmotor DOHC | 2925 cm³      | 272 hk     | Common rail turbodiesel            |
| GLE400 d    | 2019-23   | OM656: 6-cyl radmotor DOHC | 2925 cm³      | 330 hk     | Common rail turbodiesel            |
| GLE350      | 2019-     | M264: 4-cyl radmotor DOHC  | 1991 cm³      | 258 hk     | Direktinsprutning, turbo           |
| GLE350 e    | 2020-23   | M264: 4-cyl radmotor DOHC  | 1991 cm³      | 333 hk     | Direktinsprutning, turbo + elmotor |
| GLE450      | 2019-     | M256: 6-cyl radmotor DOHC  | 2999 cm³      | 367 hk     | Direktinsprutning, biturbo         |
| AMG GLE53   | 2019-     | M256: 6-cyl radmotor DOHC  | 2999 cm³      | 435 hk     | Direktinsprutning, biturbo         |
| GLE580      | 2020-23   | M176: 8-cyl V-motor DOHC   | 3982 cm³      | 490 hk     | Direktinsprutning, biturbo         |
| AMG GLE63   | 2020-23   | M177: 8-cyl V-motor DOHC   | 3982 cm³      | 571 hk     | Direktinsprutning, biturbo         |
| AMG GLE63 S | 2020-     | M177: 8-cyl V-motor DOHC   | 3982 cm³      | 612 hk     | Direktinsprutning, biturbo         |
| GLE300 d    | 2022-     | OM654: 4-cyl radmotor DOHC | 1993 cm³      | 269 hk     | Common rail turbodiesel            |
| GLE450 d    | 2023-     | OM656: 6-cyl radmotor DOHC | 2989 cm³      | 367 hk     | Common rail turbodiesel            |
| GLE400 e    | 2023-     | M254: 4-cyl radmotor DOHC  | 1999 cm³      | 381 hk     | Direktinsprutning, turbo + elmotor |